# Pilar Serra
Pilar Serra (Zaragoza) es una galerista  de arte contemporáneo española, siendo una de las primeras galeristas en producir obra gráfica contemporánea y exponer a artistas nacionales e internacionales en su programa expositivo creando un diálogo intergeneracional para potenciar  el arte contemporáneo español. 

## Biografía
Nace en Zaragoza, de padres mallorquines. Titulada como Guía Intérprete de inglés y francés, ejerce dicha profesión en Ibiza y Mallorca durante seis años. Licenciada en Filología Hispánica por la Universidad de Barcelona, por oposición es Profesora Titular de Lengua Castellana y Literatura en el Instituto Politécnico de Palma y en el lES Sta. Engracia de Madrid. Socia de la Asociación Mujeres en las Artes Visuales.
En 1981 se traslada a Madrid, compartiendo la propiedad de la Galería Estiarte con Gonzalo Cabo de la Sierra, que fue director y Administrador Único, cargos que asumió hasta su fallecimiento en 1991. Serra, tras varios años haciendo compatible la dirección de la galería con la docencia, a partir de 1997 está en excedencia docente y se ocupa de la dirección de Estiarte, en la que realiza una programación dedicada al arte contemporáneo representando a artistas como Paula Anta, José Manuel Ballester, Lidia Benavides, Concha García, Mona Khun, Ignacio Llamas, Eva Lootz, Antonio Mesones, Zhu Ming, Linarejos Moreno, Marina Núñez, Paul Schütze, Darío Urzay, Daniel Verbis. Además la galería realiza colaboraciones con artistas como Jaume Piensa, Baselitz, Jean Marc Bustamante, Zhang Dali, Jim Dine, Michael Craig-Martin, Kounellis, Blanca Muñoz, Soledad Sevilla, José María Sicilia, Sean Scully, Juan Uslé. Acude a ferias de arte contemporáneo, como ARCO, en la que participa desde sus inicios en 1982, ParisPhoto, Photolondon, PhotoMiami, Arte Lisboa, Estampa, ForoSur Cáceres, Arte Santander, Art Beijing, CIGE, DFoto, Clstambul, Art Lima, entre otras.
Es miembro fundador de la Asociación de Galerías Artemadrid, ha pertenecido a la Junta Directiva de la asociación de Mujeres en las Artes Visuales MAV y vocal en la Junta Directiva de Instituto de Arte Contemporáneo IAC. Dirigió el "111 Encuentro Juana Mordó sobre la gestión profesional de la mujer en la cultura" para el Instituto de la Mujer, ha sido Secretaria Técnica del curso de la UIMP "Artistas y coleccionistas. Una relación decisiva para el arte contemporáneo" dirigido por Isabel Durán, organizado por el IAC y la asociación de coleccionistas 9915, en 2015. 
La Galería Estiarte pasó a denominarse Galería Pilar Serra en 2010.
Como feminista ha formado parte de la junta directiva de la asociación Mujeres en las Artes Visuales.